# Albumy numer jeden w roku 2019 (Korea Południowa)
Circle Album Chart – południowokoreańska lista przebojów, na której znajdują się najlepiej sprzedające się albumy Korei Południowej. Jest częścią Circle Chart, który został uruchomiony w lutym 2010 roku jako Gaon Chart. Dane są zestawiane przez Ministerstwo Kultury, Sportu i Turystyki oraz Korea Music Content Industry Association na podstawie tygodniowych/miesięcznych fizycznych sprzedaży albumów przez sześć głównych południowokoreańskich dystrybutorów: Kakao Entertainment, SM Entertainment, Sony Music Korea, Warner Music Korea, Universal Music i Stone Music Entertainment.

## Wykresy tygodniowe
| Data publikacji | Album                          | Wykonawca    | Źródło |
| --------------- | ------------------------------ | ------------ | ------ |
| 5 stycznia      | 1¹¹=1 (Power of Destiny)       | Wanna One    | [ 3 ]  |
| 12 stycznia     | The New Kids                   | iKon         | [ 4 ]  |
| 19 stycznia     | All Light                      | Astro        | [ 5 ]  |
| 26 stycznia     | You Made My Dawn               | Seventeen    | [ 6 ]  |
| 2 lutego        | You Made My Dawn               | Seventeen    | [ 7 ]  |
| 9 lutego        | You Made My Dawn               | Seventeen    | [ 8 ]  |
| 16 lutego       | Want                           | Taemin       | [ 9 ]  |
| 22 lutego       | Take.2 We Are Here             | Monsta X     | [ 10 ] |
| 2 marca         | My Moment                      | Ha Sung-woon | [ 11 ] |
| 9 marca         | The Dream Chapter: Star        | TXT          | [ 12 ] |
| 16 marca        | White Wind                     | Mamamoo      | [ 13 ] |
| 23 marca        | Take.2 We Are Here             | Monsta X     | [ 14 ] |
| 30 marca        | Clé 1: Miroh                   | Stray Kids   | [ 15 ] |
| 6 kwietnia      | Heart*Iz                       | Iz One       | [ 16 ] |
| 13 kwietnia     | Map of the Soul: Persona       | BTS          | [ 17 ] |
| 20 kwietnia     | Map of the Soul: Persona       | BTS          | [ 18 ] |
| 27 kwietnia     | Map of the Soul: Persona       | BTS          | [ 19 ] |
| 4 maja          | Happily Ever After             | NU'EST       | [ 20 ] |
| 11 maja         | Happily Ever After             | NU'EST       | [ 21 ] |
| 18 maja         | We                             | Winner       | [ 22 ] |
| 25 maja         | Spinning Top                   | Got7         | [ 23 ] |
| 1 czerwca       | We Are Superhuman              | NCT 127      | [ 24 ] |
| 8 czerwca       | For the Summer                 | Cosmic Girls | [ 25 ] |
| 15 czerwca      | True Colors                    | U-Know       | [ 26 ] |
| 22 czerwca      | The ReVe Festival: Day 1       | Red Velvet   | [ 27 ] |
| 29 czerwca      | BTS World: Original Soundtrack | BTS          | [ 28 ] |
| 6 lipca         | Fever Season                   | GFriend      | [ 29 ] |
| 13 lipca        | City Lights                    | Baekhyun     | [ 30 ] |
| 20 lipca        | The Book of Us: Gravity        | Day6         | [ 31 ] |
| 27 lipca        | What a Life                    | Exo-SC       | [ 32 ] |
| 3 sierpnia      | Color on Me                    | Kang Daniel  | [ 33 ] |
| 10 sierpnia     | Color on Me                    | Kang Daniel  | [ 34 ] |
| 17 sierpnia     | We Boom                        | NCT Dream    | [ 35 ] |
| 24 sierpnia     | The ReVe Festival: Day 2       | Red Velvet   | [ 36 ] |
| 31 sierpnia     | Emergency: Quantum Leap        | X1           | [ 37 ] |
| 7 września      | Emergency: Quantum Leap        | X1           | [ 38 ] |
| 14 września     | Emergency: Quantum Leap        | X1           | [ 39 ] |
| 21 września     | An Ode                         | Seventeen    | [ 40 ] |
| 28 września     | Feel Special                   | Twice        | [ 41 ] |
| 5 października  | Dear My Dear                   | Chen         | [ 42 ] |
| 12 października | Treasure EP.Fin: All to Action | Ateez        | [ 43 ] |
| 19 października | Time_Slip                      | Super Junior | [ 44 ] |
| 26 października | The Dream Chapter: Magic       | TXT          | [ 45 ] |
| 2 listopada     | Follow: Find You               | Monsta X     | [ 46 ] |
| 9 listopada     | Call My Name                   | Got7         | [ 47 ] |
| 16 listopada    | Reality in Black               | Mamamoo      | [ 48 ] |
| 23 listopada    | Love Poem                      | IU           | [ 49 ] |
| 30 listopada    | Obsession                      | Exo          | [ 50 ] |
| 7 grudnia       | Obsession                      | Exo          | [ 51 ] |
| 14 grudnia      | Clé: Levanter                  | Stray Kids   | [ 52 ] |
| 21 grudnia      | Clé: Levanter                  | Stray Kids   | [ 53 ] |
| 28 grudnia      | The ReVe Festival: Finale      | Red Velvet   | [ 54 ] |

## Wykresy miesięczne
| Miesiąc     | Album                          | Wykonawca    | Sprzedaż  | Źródło |
| ----------- | ------------------------------ | ------------ | --------- | ------ |
| Styczeń     | You Made My Dawn               | Seventeen    | 404 783   | [ 55 ] |
| Luty        | Take.2 We Are Here             | Monsta X     | 174 371   | [ 56 ] |
| Marzec      | The Dream Chapter: Star        | TXT          | 145 098   | [ 57 ] |
| Kwiecień    | Map of the Soul: Persona       | BTS          | 3 229 032 | [ 58 ] |
| Maj         | Spinning Top                   | Got7         | 252 826   | [ 59 ] |
| Czerwiec    | BTS World: Original Soundtrack | BTS          | 498 455   | [ 60 ] |
| Lipiec      | City Lights                    | Baekhyun     | 508 321   | [ 61 ] |
| Sierpień    | Emergency: Quantum Leap        | X1           | 405 102   | [ 62 ] |
| Wrzesień    | An Ode                         | Seventeen    | 796 134   | [ 63 ] |
| Październik | Time_Slip                      | Super Junior | 365 751   | [ 64 ] |
| Listopad    | Obsession                      | Exo          | 563 805   | [ 65 ] |
| Grudzień    | Obsession                      | Exo          | 202 489   | [ 66 ] |